# Döv-Larskroken
Döv-Larskroken är en sjö i Umeå kommun i Västerbotten och ingår i Dalkarlsån-Sävaråns kustområde. Döv-Larskroken ligger i Holmöarna Natura 2000-område.